# Soham (Cambridgeshire)
Soham (Aussprache: ˈsoʊəm; vom nord. Sø Hamn = Seehafen) ist eine Kleinstadt (engl. town) und eine Civil Parish im Osten der Grafschaft Cambridgeshire in Ostanglien, England, mit 10.860 Einwohnern (Stand: Census 2011). Sie liegt an der Fernverkehrsstraße A142, dem Ireton’s Way, zwischen Ely und Newmarket.

## Geografie und Lage
Soham hat eine Fläche von 21 km² und liegt in der Moor- und Marschlandschaft „Fens“ (dt. Sümpfe) im Südosten Englands, auf einer Höhe von 15 Meter über dem Meeresspiegel; es hat ein maritimes Klima (Cfb) gemäß Klimaklassifikation nach Köppen und Geiger und befindet sich in der britischen Zeitzone (GMT bzw. UTC).
Im Westen des Ortes liegen die Flüsse Cam und Great Ouse sowie ein weitläufiges System von Entwässerungskanälen. Hierzu gehört der Soham Lode, ein künstlich angelegter und mit Booten befahrbarer Kanal, welcher zu den Cambridgeshire Lodes zählt. Die Naturschutzgebiete Kingfisher’s Bridge und Wicken Fen liegen ebenfalls westlich bzw. südwestlich der Stadt.
Im Nordosten liegen das nationale Landschaftsschutzgebiet Cavenham–Icklingham Heaths (auch: Cavenham Heath National Nature Reserve) bei Icklingham, sowie die Mildenhall Woods und der Thetford Forest zwischen Mildenhall und Thetford. Der Kings Forest liegt 20 km nördlich bei North Stow.
Nachbarorte von Soham sind Wicken (4,2 km südwestlich), Fordham (4,2 km südöstlich), Isleham (5,1 km östlich), Freckenham (7,1 km südöstlich), Burwell (7,1 km südlich), Reach (7,6 km südsüdwestlich), Snailwell (7,8 km südsüdöstlich), Stretham (8 km westnordwestlich), Chippenham (8,1 km südöstlich), West Row (8,2 km östlich), Exning (8,3 km südsüdöstlich), Ely (8,6 km nordwestlich) und Newmarket (12,5 km südsüdöstlich).
Städte und Großstädte in der Nähe von Soham sind Cambridge (28,3 km südwestlich), Bury St. Edmunds (30,7 km nordwestlich), Peterborough (57,6 km nordwestlich), die Hafenstadt Ipswich (75 km südöstlich) am Gipping und Orwell, der als Ästuar in der Nordsee mündet, Colchester (75 km südöstlich), Norwich (84,7 km nordöstlich) und Northampton (106 km westlich). Die Hauptstadt London liegt 97 km im Süden.

## Geschichte
Frühe Geschichte
Die Region um Devil’s Dyke sowie zwischen Littleport und Shippea Hill weist eine bemerkenswerte Anzahl an archäologischen Funden aus der Steinzeit, der Bronzezeit und der Eisenzeit auf. In der Gegend von Soham wurden mehrere Horte mit Bronzegegenständen gefunden, darunter ein Hort mit Schwertern und Speerspitzen aus der jüngeren Bronzezeit sowie ein goldener Torque (engl. torc), der 1938 geborgen wurde.
Ein ausgedehntes Grabensystem wurde identifiziert, das auf Luftbildern nicht sichtbar ist, ebenso wie ein 800 Meter langer hölzerner Fahrweg zwischen Fordey Farm (Barway) und Little Thetford, mit zugehörigen Scherben später bronzezeitlicher Keramik (1934).
Namensherkunft
In einem 1899 in „Fenland Notes & Queries“ veröffentlichten Artikel heißt es:

„In der „Domesday Survey“ wurde der Name der Gemeinde als Soeham oder Seaham geschrieben, in moderneren Werken als Seham. Andere Formen sind Soame, Shoame, Swoham, Some und Saham. Soham wird in der „Charta Nr. 865“ als Soegham geschrieben. Es [Anm.: Soham ] taucht in einem Testament um 972 n. Chr. auf, das den Willen von Æthelflæd of Damerham, der Ehefrau von König Edmund I. wiedergibt und Landvergaben in Rettendon, Soham und Ditton betrifft. Der angelsächsische Name lautet Soegha. Soeg ist offensichtlich gleichbedeutend mit dem schwedischen Wort „sogg“ für nass bzw. sumpfig, verwandt mit „sagt“ für durchnässt; ausgehend vom angelsächsischen Wurzelverb „sigan“ für versinken, ablaufen (isländisch „saggi“ für Feuchtigkeit, Nässe).“

Die Namen Eye Hill, Eau Fen, Soham Mere weisen alle auf die Zeit hin, als das heutige Kulturland nichts weiter als überflutetes Marschland war. Qua Fen könnte eine Verballhornung von „Quay“ sein, der Ort, an dem Schiffe be- und entladen wurden. Es gibt Hinweise, dass Soham vor der Trockenlegung der Marschen (engl. Fens) einen Hafen besaß und Handel mit King’s Lynn stattfand. Quay Fen wird manchmal auch als „Calf Fen“ bezeichnet. Soham Mere wurde 1794 als der „größte See Englands“ bezeichnet, gefolgt von Ramsay und Whittlesey Meres. „Mere“ ist der angelsächsische Begriff für See oder Sumpf.
Der Autor zitierte eine landwirtschaftliche Studie von 1813, in der das Gebiet weiter beschrieben wird:

„Im Osten der Stadt ein schwarzes Sandmoor, das auf Kies liegt; der Rest ist ein tiefer, reicher schwarzer Schimmel, der auf einem blauen Ton (oder Gault oder Clunch) liegt. Ausgedehntes Weideland erster Qualität; ein großer Teil ist auch von zweiter Qualität. Das Mere, ein ehemaliger See, der jetzt trockengelegt und kultiviert wird und dessen Boden eine Mischung aus pflanzlichen Stoffen und braunem Ton ist, umfasst etwa vierzehnhundert Hektar.“

Soham Mere wird auch im Liber Eliensis erwähnt, in dem es um den Winterbesuch von König Knut dem Großen bei den Mönchen von Ely anlässlich des Reinigungsfestes geht. Diese Geschichte wurde 1844 als „Old English Novelet“ ausgearbeitet, in der beschrieben wird, wie König Knuts Adlige um seine Sicherheit bei der Überquerung des zugefrorenen Soham Mere besorgt waren. Sollte das Eis brechen, würde der König in den Fluten des Fenns (dt. Flach- bzw. Niedermoor) ertrinken. Knut bestand darauf, in einem Schlitten zu reisen, wenn es einen „Fenner“ gäbe, der ihn hinüberführte. „Brethner“, ein leibeigener Marschlandbewohner aus Ely, der wegen seiner Größe „Budde“ bzw. „Pudding“ genannt wurde, entschied sich den König zu führen. Knut entgegnete, wenn das Eis das Gewicht von Brethner tragen könne, würde es sicher auch seins tragen. So folgten der König und sein Gefolge über das „biegsame und knackende Eis“ nach Ely. Brethner, wurde vom König mit einigen freien Ländereien für seine gute Tat aus der Leibeigenschaft entlassen.
Geschichte der St. Andrew’s Church

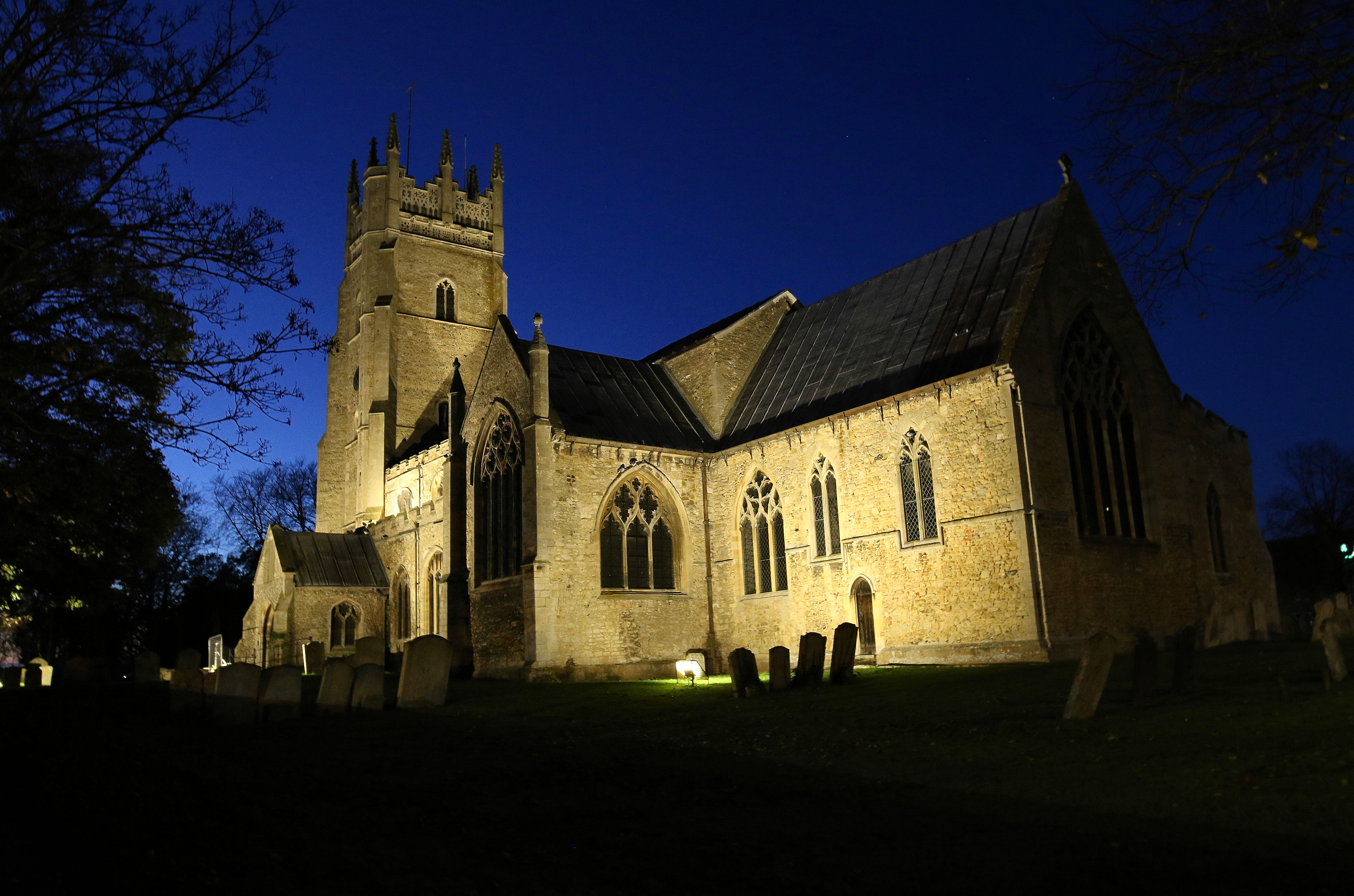
St. Andrew’s Church, Soham

Der heilige Felix von Burgund, Apostel der Ostangler, gründete um 630 n. Chr. die Abtei Soham, die 870 n. Chr. von den Dänen zerstört wurde. Luttingus, ein angelsächsischer Adliger, errichtete um 900 n. Chr. eine Kathedrale und einen Palast in Soham, an dessen Stelle sich heute die St. Andrew’s Church befindet; sie stammt aus dem 12. Jahrhundert. In der Kirche befinden sich noch Spuren der Kathedrale.
Im Jahr 1102 übertrug Hubert de Burgh, damals Oberster Richter von England, Ranulph bestimmte Ländereien treuhänderisch. Ranulph gilt als der erste Vikar von Soham und war an der Gestaltung der „neuen“ normannischen Kirche beteiligt. Große Teil der heutigen Kirche entstanden später, beispielsweise der Kirchturm aus dem 15. Jahrhundert. Er ersetzte einen eingestürzten Vierungsturm und enthält insgesamt zehn Glocken. Die hinteren sechs wurden 1788 gegossen, vier weitere Glocken 1808.
Soham-Eisenbahnkatastrophe

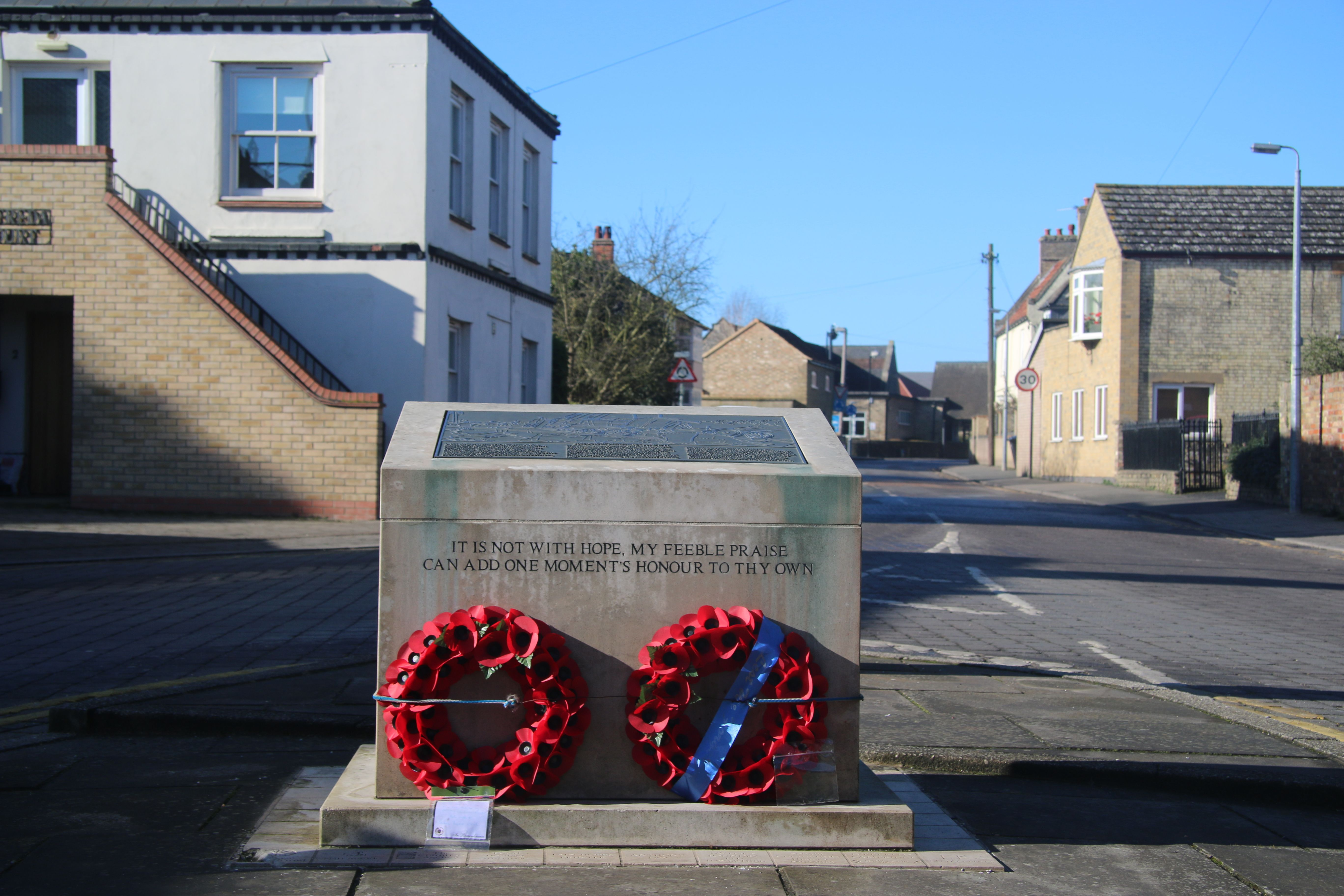
Gedenkstätte für die Opfer der Soham-Eisenbahnkatastrophe

Am 2. Juni 1944, während des Zweiten Weltkriegs, entging die Stadt nur knapp der Zerstörung, als im vorderen Waggon eines schweren Munitionszugs, der langsam durch die Stadt fuhr, ein Feuer ausbrach. Die Stadt wurde durch die Tapferkeit von vier Bahnbediensteten gerettet: Lokführer Benjamin Gimbert, Heizer James Nightall, Stellwerkswärter Frank Bridges und Wachmann Herbert Clarke. Sie koppelten den Rest des Zuges ab und fuhren die Lokomotive und den brennenden ersten Wagen aus der Stadt heraus, wo er nur wenige Augenblicke später explodierte. Nightall und Bridges kamen dabei ums Leben, aber keine weiteren Menschen starben. Gimbert überlebte schwer verletzt und verbrachte sieben Wochen im Krankenhaus. Obwohl die Explosion im Vergleich zu dem, was passiert wäre, wenn der gesamte Zug in die Luft geflogen wäre, gering war, verursachte sie doch erheblichen Sachschaden. Gimbert und Nightall wurden postum mit dem Georgs-Kreuz ausgezeichnet. Am 2. Juni 2007, 63 Jahre nach der Beinahe-Katastrophe, wurde eine Gedenkstätte durch Prinz Richard, dem 2. Herzog von Gloucester, eingeweiht, gefolgt von einem Gottesdienst in der St. Andrew’s Church. Das Denkmal besteht aus Portland-Stein, der eine Gedenktafel aus Bronze enthält, die als Intarsien den beschädigten Zug darstellt und einen Text über den Vorfall.
Soham-Morde
Im August 2002 erlangte Soham traurige Berühmtheit und geriet ins Zentrum des nationalen Medieninteresses, nachdem zwei 10-jährige Mädchen aus Soham, Holly Wells und Jessica Chapman, verschwanden und ermordet wurden. Die Mädchen verschwanden am Abend des 4. August aus dem Haus der Familie von Holly Wells in Redhouse Gardens und wurden am 17. August in der Nähe des RAF Lakenheath, etwa 16 Kilometer entfernt, tot aufgefunden.

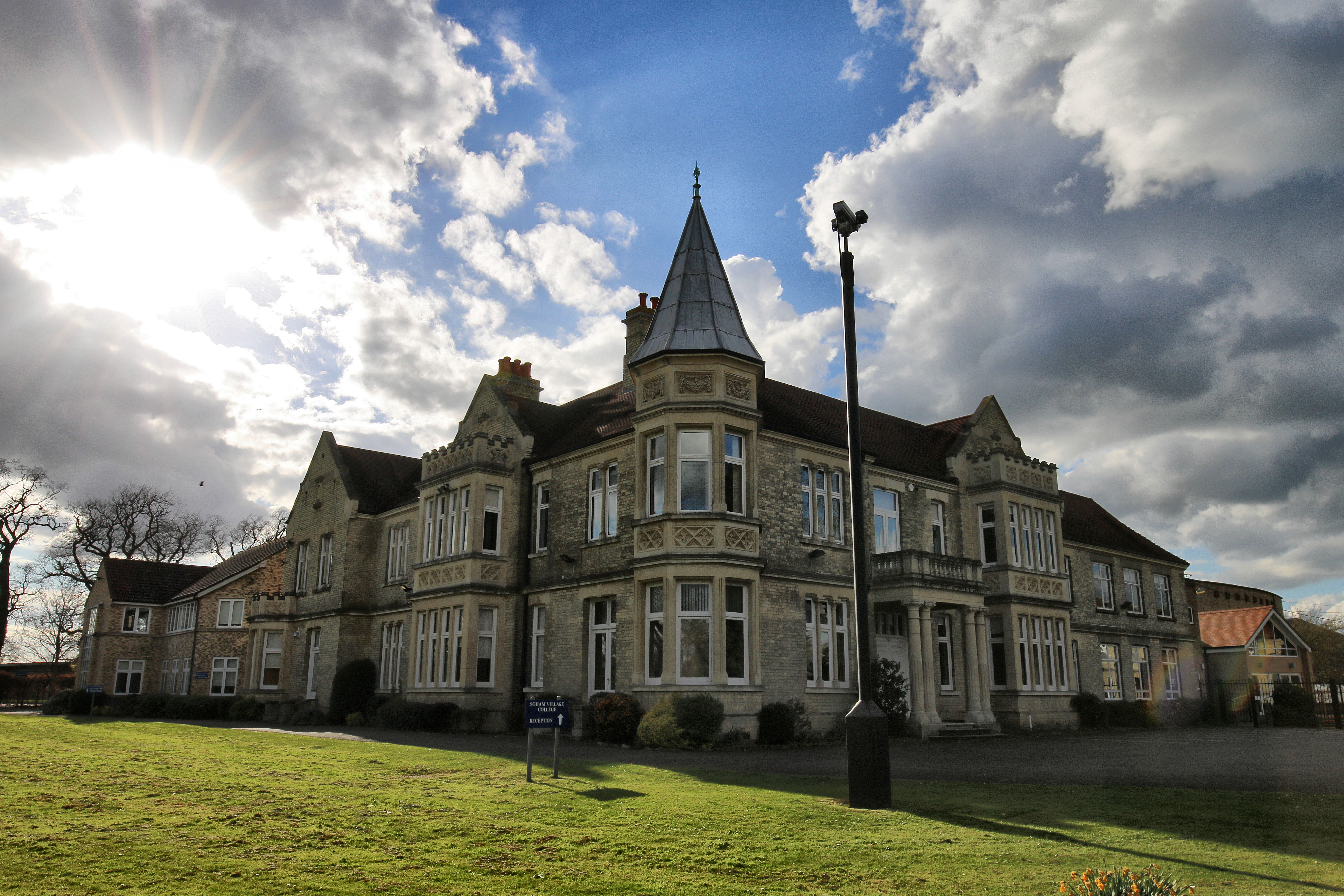
Soham Village College

Im Dezember 2003 wurde Ian Huntley, der als Hausmeister am örtlichen Soham Village College beschäftigt war, wegen der Morde vom High Court of Justice zu einer Mindesthaftstrafe von 40 Jahren verurteilt. Er hatte während des Verschwindens der Mädchen eine Reihe von Polizei- und Fernsehinterviews gegeben und behauptet, sie am Abend ihres Verschwindens gesehen zu haben. Er wurde schließlich einige Stunden vor dem Auffinden der Leichen verhaftet, nachdem auf dem Schulgelände Kleidungsstücke der Mädchen gefunden worden waren, die sie zuletzt getragen hatten – unter anderem rote T-Shirts von Manchester United mit der Trikotnummer des Fußballers David Beckham, weshalb die Mädchen in der Berichterstattung auch als „Beckham-Mädchen“ bezeichnet wurden.
Huntleys Freundin Maxine Carr, eine Lehrassistentin an der St. Andrew’s Primary School, wurde zu 3,5 Jahren Gefängnis verurteilt, da sie ihm ein falsches Alibi verschafft und die Ermittlungen behindert hatte; eine Beteiligung an der Tat konnte ihr jedoch nicht nachgewiesen werden. Sie wurde vorzeitig aus der Haft entlassen und lebt heute unter neuer Identität.
Das Haus des Hausmeisters in College Close, in dem Huntley wohnte und in dem die Mädchen starben, wurde 2004 abgerissen. Im Jahr 2010 wurde Huntley durch einen Mithäftling attackiert und lebensgefährlich verletzt.

## Verkehr

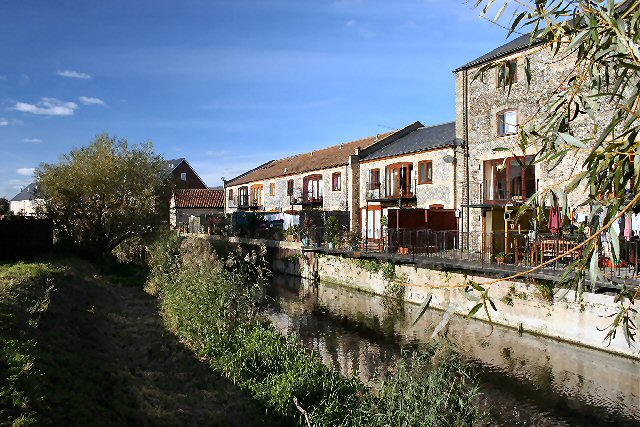
Soham Lode

Die Fernverkehrsstraße A142 (Ireton’s Way) von Ely nach Newmarket liegt östlich der Stadt und führte früher durch den Ort. Soham ist zudem über einen stündlich verkehrende Buslinie an Cambridge, Newmarket und Ely angebunden, mit einer reduzierten Taktung an Samstagen. Die A11 verläuft südwestlich, die A10 nordöstlich und die A14 im Süden.
Der Bahnhof von Soham, die „Soham Station“, wurde im Jahr 1965 geschlossen; die Strecke durch Soham blieb für den Personen- und Güterverkehr zwischen den Midlands und Ipswich, Harwich und Felixstowe jedoch geöffnet. Nach lokalen Kampagnen für eine Wiedereröffnung, wurde im Juni 2020 bekannt gegeben, dass an der alten Stelle ein neuer Bahnhof gebaut werden soll. Die ersten Arbeiten begannen im Herbst 2020, gefolgt von den Hauptbauarbeiten im Jahr 2021. Am Montag, den 13. Dezember 2021 fuhr der erste Personenzug nach 56 Jahren fahrplanmäßig um 6:49 Uhr Richtung Ely und Peterborough aus Soham ab.
Regionale Flugfelder befinden sich westlich der Stadt bei Kingfisher’s Bridge und Mitchell’s Farm sowie im Süden bei Exning. Im Nordosten von Soham liegen zwei Militärflugplätze: die Royal Air Force Station Mildenhall und die Royal Air Force Station Lakenheath (LKZ) werden von der United States Air Force in Europa genutzt.

## Persönlichkeiten
Olaudah Equiano

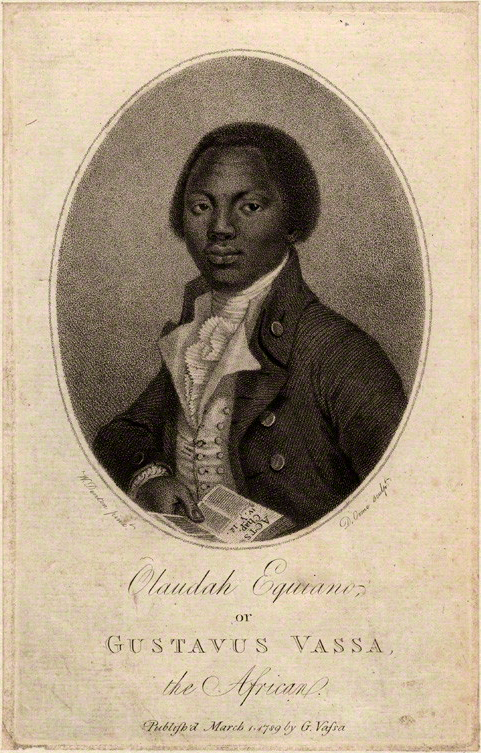
Olaudah Equiano (1789)

Olaudah Equiano (əˈlaʊdə; * 1745 in Igbo, heutiges Nigeria; † 31. März 1797 in Middlesex) war der erste schwarze britische Schriftsteller und Abolitionist, der als ehemaliger Sklave zu einem Vorkämpfer für das Verbot des Sklavenhandels wurde und eine zu Lebzeiten berühmte Autobiografie (The Interesting Narrative of the Life of Olaudah Equiano, Or Gustavus Vassa, The African) verfasste; er war auch unter dem Namen Gustavus Vassa (ˈvæsə) bekannt.
Laut seinen Memoiren stammte er aus der Eboe-Region (Igbo) im Königreich Benin, heute Teil des südlichen Nigeria, wo er als Kind versklavt und in die Karibik verschifft wurde. Er wurde an einen Offizier der Royal Navy verkauft, und nachdem er noch zweimal weiterverkauft wurde, erlangte er schließlich 1766 seine Freiheit.
Der Aktivist gegen die Sklaverei heiratete am 7. April 1792 die aus Soham stammende Susannah Cullen in der St. Andrew’s Church. Sie lebten mehrere Jahre in Soham und hatten zwei Töchter. Anna Maria wurde am 16. Oktober 1793 geboren und am 30. Januar 1794 getauft († 1797). Ihre zweite Tochter, Joanna Vassa, wurde am 11. April 1795 geboren und am 29. April 1795 in der Pfarrkirche getauft († 1857). Nach dem Tod seiner Frau im Jahr 1796 zog er seine Töchter selbst groß und führte ein bürgerliches Dasein; ein gutes Jahr später verstarb auch er und hinterließ seiner überlebenden Tochter Joanna ein Vermögen von £950 (entspricht £74,000 im Jahr 2020). Sie heiratete 1821 Reverend Henry Bromley.

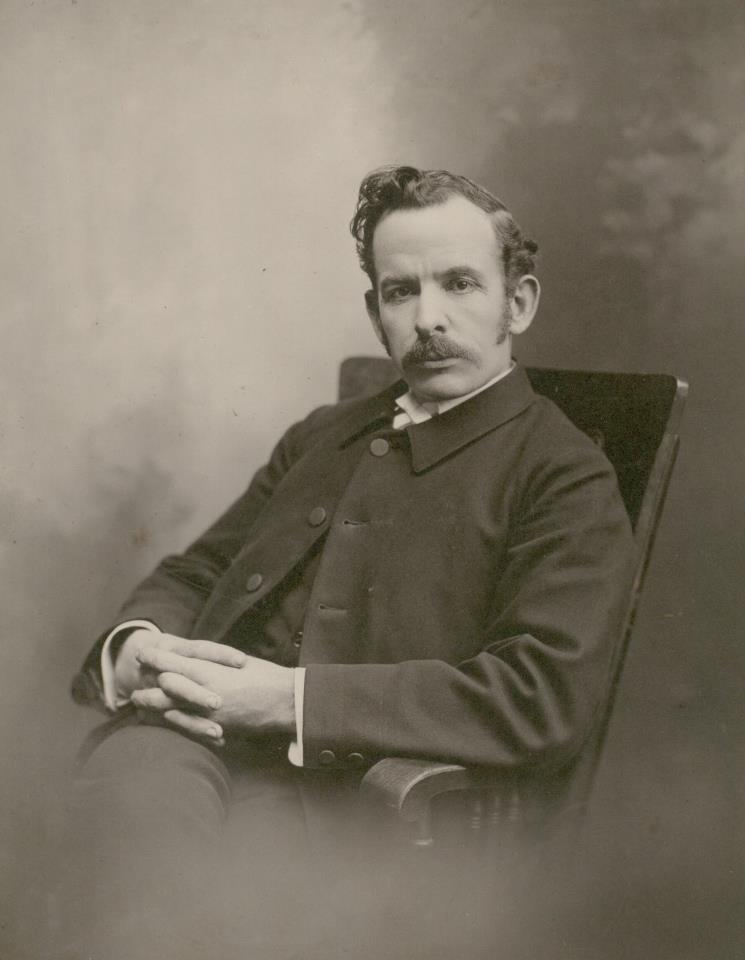
William C. Morris
William Case Morris (* 16. Februar 1864; † 15. September 1932) war ein britischer Auswanderer, der in Soham geboren wurde. Nach dem Tod seiner Mutter im Jahr 1868 verließ er 1872 zusammen mit seinem Vater die Stadt – auf der Suche nach einem neuen Leben. Sie ließen sich schließlich 1874 in Argentinien nieder.
Morris war entsetzt über die Armut der Straßenkinder, was den Methodisten später veranlasste, in Buenos Aires mehrere Kinderheime zu gründen. Kurz vor seinem Tod kehrte in seine Geburtsstadt zurück und wurde auf dem Friedhof an der Fordham Road beigesetzt. In Palermo, Buenos Aires, erinnert eine Statue an sein Wirken; außerdem wurden Bahnhöfe, Fußballstadien und die Stadt William C. Morris in der Provinz Buenos Aires nach ihm benannt, in der sein Vermächtnis in Form der „Biblioteca Popular William C. Morris“ und dem Kinderheim „Hogar el Alba“ weiterlebt.

## Bildung und Sport

### Schulen
Soham besitzt drei Grundschulen (engl. primary schools) sowie ein College.
- Soham Village College (Sekundarschule; bis 1972 Soham Grammar School)
- St. Andrew’s Primary School
- The Shade Primary School
- The Weatheralls Primary School

### Vereine
Der Soham Town Rangers Football Club wurde 1947 gegründet und entstand aus einem Zusammenschluss von Soham Town und Soham Rangers. Soham Town wurde 1920 gegründet, gewann den Cambridgeshire Junior Cup in der Spielzeit 1932–33 und spielte in der Cambridgeshire League in den 1930er Jahren; 1938 stieg der Verein in die Premier Division auf. Die Soham Rangers entstanden 1919 und stiegen 1926 in die Top Division der Cambridgeshire League auf – im selben Jahr gewannen sie den Junior Cup. In den Spielzeiten 1929–30 und 1934–35 gewann der Verein zudem den Cambridgeshire Challenge Cup.
Der zusammengeschlossene Verein, die Soham Town Rangers, startete in der Premier Division der Cambridgeshire League und wechselte 1956 in die Bezirksliga (Peterborough & District League). In der Spielzeit 1958–59 gewannen sie den Challenge Cup, den sie im Folgejahr verteidigen konnten; der Aufstieg in die Eastern Counties League (ECL) blieb jedoch versagt. In der Spielzeit 1959–60 führten sie die Liga erstmals an, was dem Verein auch 1961–62 gelang. 1963 stiegen sie endlich in die Eastern Counties League auf. Zu dieser Zeit wurde erstmals diskutiert, ob es zu einem Zusammenschluss mit dem örtlichen Konkurrenzverein Soham United kommen sollte, aber es kam zu keiner Entscheidung.
Nach der Gründung einer zweiten Liga innerhalb der Eastern Counties League im Jahr 1988, kam es zur Relegation von Soham Ende der Spielzeit von 1988–89. Die Soham Town Rangers gewannen 1990–91 das erste Mal den Cambridgeshire Invitation Cup mit einem 4-zu-1-Sieg über March Town United. In der Spielsaison 1992–93 stiegen sie wieder in die Erste Liga auf, die Premier One. Sie gewannen den Invitation Cup erneut 1997–98 und 1998–99. In der Spielzeit 2000–01 gewannen sie die „Millenium Trophy“ der Liga und 2005–06 erneut den Invitation Cup.
Seinen ersten Eastern-Counties-League-Titel gewann der Verein in der Spielzeit 2007–08, nachdem er sich gegen Needham Market mit einem 4–zu-0-Sieg im Titelkampf am letzten Tag der Saison durchgesetzt hatte. Nach ihrem Erfolg stiegen sie in Midland Division der Southern League auf und in der Spielzeit 2010–11 in die Division One North der Isthmian League transferiert. Heute gehört der Verein zum englischen Non-League football und residiert als Freizeitverein unter dem Namen Soham Town Rangers Social Club.

## Städtepartnerschaften
Soham ist über eine Städtepartnerschaft mit Andrézieux-Bouthéon in Frankreich verbunden.